# Thomas Stephen Cullen
Bản mẫu:Otherpersons
Thomas Stephen Cullen (1868–1953) là một bác sĩ phụ khoa người Canada làm việc tại Bệnh viện Johns Hopkins.
Ông sinh ra tại Bridgewater, Ontario, Cullen theo học Viện Toronto Collegiate và Đại học Toronto, sau đó tốt nghiệp Cử nhân Y khoa vào năm 1890. Ông bắt đầu học tại Đại học Johns Hopkins một năm sau đó, trước khi tới Đức để vừa học ở phòng thí nghiệm của Johannes Orth tại Đại học Göttingen vào năm 1893. Từ năm 1893 đến 1896, Cullen phụ trách phần bệnh học phụ khoa tại Johns Hopkins, vào năm 1919 ông được phong làm giáo sư phụ khoa lâm sàng.
Cullen nghiên cứu các bện phụ khoa bao gồm ung thư tử cung và thai ngoài tử cung và đề xuất các ứng dụng rộng rãi của biểu đồ trong các xuất y sinh học. Dấu Cullen, là trạng thái đổi màu của da quanh rốn báo trước việc vỡ thai ngoài tử cung, được đặt tên theo ông. Ông đã làm việc một mình hoặc với các cộng sự để cho ra bốn ấn phẩm quan trọng sau:
- Cancer of the Uterus (1900)
- Adenomyoma of the Uterus (1908)
- Myomata of the Uterus, with Howard Atwood Kelly (1909)
- Diseases of the Umbilicus (1916)